# Orostachys fimbriata
Orostachys fimbriata är en fetbladsväxtart som först beskrevs av Porphir Kiril Nicolai Stepanowitsch Turczaninow, och fick sitt nu gällande namn av Ernst Friedrich Berger. Orostachys fimbriata ingår i släktet Orostachys och familjen fetbladsväxter. Inga underarter finns listade i Catalogue of Life.

## Bildgalleri

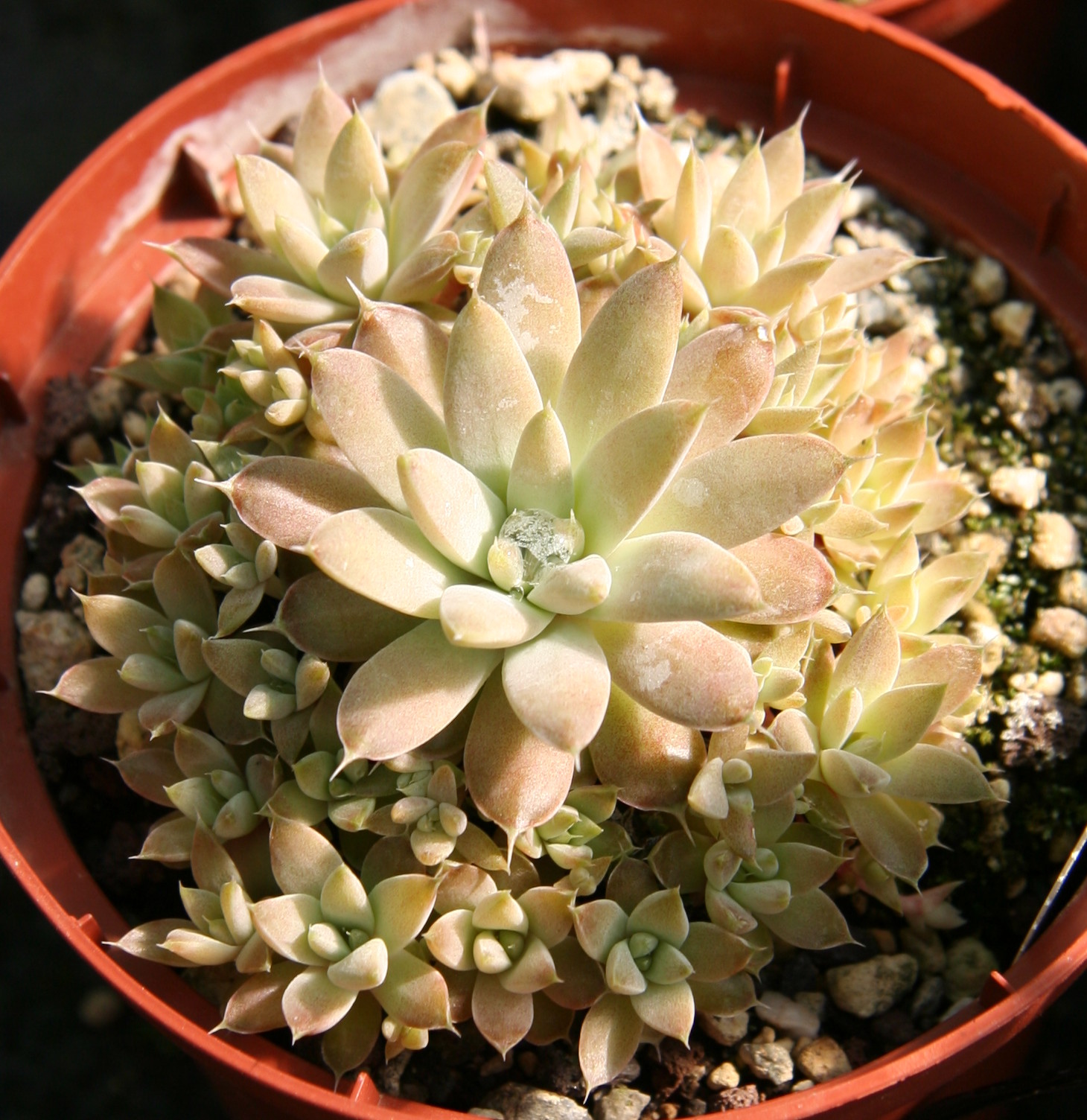